# María del Carmen Llasat Botija
María del Carmen Llasat Botija es una científica y profesora española, catedrática de Física de la Atmósfera del Departamento de Física Aplicada de la Universidad de Barcelona.

## Trayectoria
Doctora en Ciencias Físicas por la Universidad de Barcelona gracias a la tesis Episodios de lluvias copiosas en Cataluña: génesis, evolución y factores coadyuvantes (1987), su investigación se desarrolla en torno a los riesgos naturales de origen meteorológico (incendios, inundaciones, tiempo severo), recursos hídricos y al impacto del cambio climático. Dirige el Grupo de Análisis de situaciones Meteorológicas Adversas (GAMA) y es miembro del Comité Científico del Observatorio del Cambio Climático en los Pirineos (OPCC), miembro del comité directivo del Mediterranean Experts on Climate and Environmental Change y miembro del Consejo Asesor para el Desarrollo Sostenible de la Generalidad de Cataluña. Ha colaborado muy activamente con la Generalidad de Cataluña. Fue directora científica de la Red Agrometeorológica de Catalunya (Xarxa Agrometeorològica de Catalunya, XAC) del Departamento de Agricultura, Ganadería y Pesca, desde su instalación a finales de los años ochenta, participando activamente tanto en su instalación como en el desarrollo de las aplicaciones en agricultura. Lideró la caracterización agroclimática de Cataluña y el proyecto para la instalación de las estaciones meteorológicas automáticas del Servicio Meteorológico de Cataluña tras su reapertura a mediados de los años noventa. Desde entonces ha colaborado con el Servicio de Prevención de Incendios Forestales liderando los proyectos para la mejora de la predicción del peligro de incendios a corto y medio plazo; con Protección Civil y con la Agencia Catalana del Agua en el análisis de los episodios históricos de inundaciones, así como en la mejora de la sensibilización y empoderamiento de la población frente a los riesgos naturales. Ha publicado numerosos artículos internacionales dando a conocer los fenómenos meteorológicos adversos y el cambio climático en Cataluña, así como las medidas de adaptación existentes y ha participado en el II y III Informe del Cambio Climático de Cataluña. 
Fue la primera mujer española en liderar una sección, en este caso Natural Hazards, de la Unión Europea de Geociencias, y fue coordinadora internacional del grupo de trabajo Heavy Rains del programa AMHY/FRIEND de Unesco y del Working Group of Social Impacts Research de los proyectos MEDEX y HYMEX, apoyados por la Organización Meteorológica Mundial. A nivel editorial, fue editora jefe de la revista Natural Hazards and Earth System Science.
Una de las acciones desarrolladas por ella y su equipo fue el lanzamiento de una aplicación (Floodup) entre cuyas características está la subida y consulta de datos sobre el impacto de los riesgos naturales y del cambio climático, puntos de vulnerabilidad y medidas y buenas prácticas.

## Premios y distinciones
North-South Prize 2020 of the Council of Europe, como miembro del Steering Committee del Mediterranean Experts on Climate and Environmental Change (MedECC).
VII Distinción del Claustre de Doctors i del Consell Social de la Universitat de Barcelona a las mejores actividades de divulgación científica y humanística 2019 
Premi Acció Climàtica Enginyers BCN en 2023 